# Persea pyrifolia
Pau-de-andrade ou abacateiro-do-mato (Persea pyrifolia Nees) é uma árvore da família Lauraceae, nativa do Brasil e do México.
Esta espécie consta na lista da flora ameaçada de extinção do estado de São Paulo, e na do Rio Grande do Sul como Criticamente em Perigo.
Outros nome popular: massaranduba.

## Ocorrência
Espécie não-pioneira, é nativa das florestas ombrófila densa, altomontana e semidecídua da Mata Atlântica, do cerrado, bem como das restingas, matas ciliares e matas paludosas.

## Nomenclatura
O nome Persea pyrifolia Ness & Mart., criado em 1833 e usado até recentemente é um homônimo posterior da espécie asiática P. pyrifolia (D. Don) Spreng, proposta em 1827, que tem prioridade de uso de acordo com o Código Internacional de Nomenclatura Botânica; assim Persea willdenowii Kosterm. é o nome que deve ser usado para a espécie americana de nome-popular Pau-de-andrade".
Esta revisão de nomenclatura foi adotada pelo Jardim Botânico de Porto Alegre.
De outra opinião são, no entanto, o Instituto de Botânica de São Paulo e o IUCN, que nomeiam a espécie latino-americana Persea pyrifolia Nees.